# Hypognatha deplanata
Hypognatha deplanata är en spindelart som först beskrevs av Władysław Taczanowski 1873.  Hypognatha deplanata ingår i släktet Hypognatha och familjen hjulspindlar. Inga underarter finns listade i Catalogue of Life.